# Pseudopaludicola facureae
Pseudopaludicola facureae é uma espécie de anfíbio da família Leptodactylidae. Endêmica do Brasil, pode ser encontrada nos municípios de Uberlândia e Limeira do Oeste, no estado de Minas Gerais.